# Contea di Castro
La contea di Castro (in inglese Castro County) è una contea dello Stato del Texas, negli Stati Uniti. La popolazione al censimento del 2010 era di 8 062 abitanti Il capoluogo di contea è Dimmitt. Il nome della contea deriva da Henri Castro, console generale in Francia per la Repubblica del Texas e fondatore di una colonia in Texas.

## Storia
| Anno | Popolazione | ±%       |
| ---- | ----------- | -------- |
| 1900 | 400         | 4,344.4% |
| 1910 | 1,850       | 362.5%   |
| 1920 | 1,948       | 5.3%     |
| 1930 | 4,720       | 142.3%   |
| 1940 | 4,631       | −1.9%    |
| 1950 | 5,417       | 17.0%    |
| 1960 | 8,923       | 64.7%    |
| 1970 | 10,394      | 16.5%    |
| 1980 | 10,556      | 1.6%     |
| 1990 | 9,070       | −14.1%   |
| 2000 | 8,285       | −8.7%    |
| 2010 | 8,062       | −2.7%    |

La contea è stata originariamente creata nel 1876. È stata organizzata nel 1891, e fu costruito un tribunale sulla piazza della contea. Esso nel 1906 venne distrutto da un fulmine.

## Geografia fisica
Secondo l'Ufficio del censimento degli Stati Uniti d'America la contea ha un'area totale di 899 miglia quadrate (2330 km²), di cui 894 miglia quadrate (2320 km²) sono terra, mentre 4,9 miglia quadrate (13 km², corrispondenti allo 0,5% del territorio) sono costituiti dall'acqua.

### Strade principali
- U.S. Highway 385
- State Highway 86
- State Highway 194

### Contee adiacenti
- Deaf Smith County (nord)
- Randall County (nord-est)
- Swisher County (est)
- Hale County (sud-est)
- Lamb County (sud)
- Parmer County (ovest)